# Daniel Landart
Daniel Landart (Donostiri, Baixa Navarra, 1946 -) és un escriptor en èuscar.

## Obres

### Novel·la
- Aihen ahula (1978, Elkar)
- Batita Haundia (1994, Kutxa)
- Anaiaren azken hitzak (1999, Elkar)

### Poesia
- Hogoi urte (1968, Goiztiri)

### Teatre
- Noiz (1970, Egilea editore)
- Hil biziak (1973, Egilea editore)
- Xori gorriak eta... Antzerkia hiru zati eta bost agerraldi (1973, Antzerkilarien Biltzarra)
- Erranak erran (1981, Elkar)
- Nola jin, hala joan (1985, Antzerti)
- Ama (1997, Euskalerriaren Adiskideen Elkartea)